# Cannizzaro (cráter)
Cannizzaro es un cráter de impacto que se encuentra en la cara oculta de la Luna, justo en el límite del extremo noroeste de la zona visible desde la Tierra, en una zona de la superficie que a veces se hace visible debido a los efectos de la libración, por lo que no aparece con demasiado detalle. El cráter se encuentra situado atravesando el borde suroeste de la llanura amurallada del cráter Poczobutt.

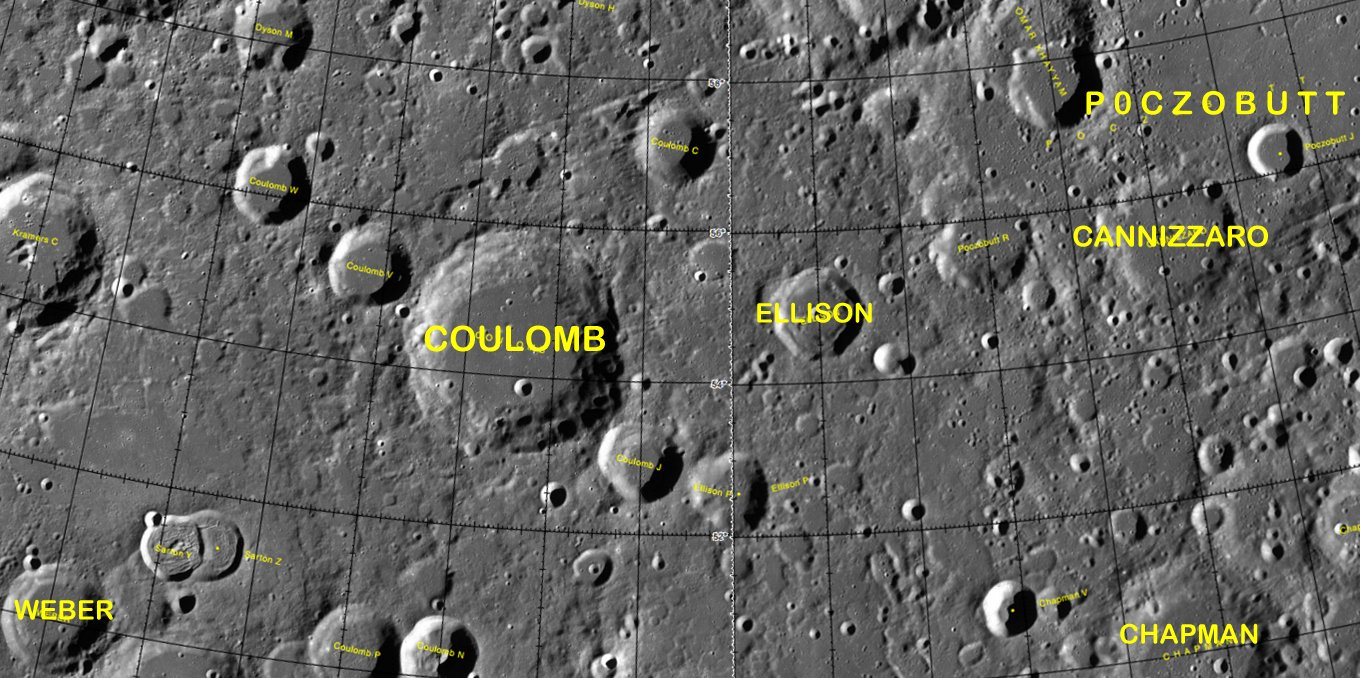
entorno de Cannizzaro

Es un cráter con un borde desgastado que ha sido erosionado por impactos posteriores. Varios de estos impactos forman profundas incisiones en el brocal de Cannizzaro, formando muescas de varios kilómetros de diámetro. El más destacado de estos impactos es un pequeño cráter relativamente reciente que atraviesa el contorno en el lado noreste. El suelo interior es casi plano, con una pequeña cresta central ligeramente desplazada del punto medio. También hay numerosos pequeños cráteres por todo el interior.